# Большой Номбур
Большой Номбур — река в России, протекает в Республике Коми. Устье реки находится в 20 км по правому берегу реки Номбур. Длина реки составляет 40 км.

## Притоки
- 4 км: Фатеевская Рассоха (пр)
- 14 км: Кобылья Рассоха (лв)

## Данные водного реестра
По данным государственного водного реестра России относится к Двинско-Печорскому бассейновому округу, водохозяйственный участок реки — Печора от водомерного поста Усть-Цильма и до устья, речной подбассейн реки — бассейны притоков Печоры ниже впадения Усы. Речной бассейн реки — Печора.
Код объекта в государственном водном реестре — 03050300212103000079608.